# Immigration au Luxembourg au XXe siècle
 (novembre 2024).
 (novembre 2024).
La mise en forme du texte ne suit pas les recommandations de Wikipédia : il faut le « wikifier ».
Les points d'amélioration suivants sont les cas les plus fréquents :
- Les titres sont pré-formatés par le logiciel. Ils ne sont ni en capitales, ni en gras.
- Le texte ne doit pas être écrit en capitales (les noms de famille non plus), ni en gras, ni en italique, ni en « petit »…
- Le gras n'est utilisé que pour surligner le titre de l'article dans l'introduction, une seule fois.
- L'italique est rarement utilisé : mots en langue étrangère, titres d'œuvres, noms de bateaux, etc.
- Les citations ne sont pas en italique mais en corps de texte normal. Elles sont entourées par des guillemets français : « et ».
- Les listes à puces sont à éviter, des paragraphes rédigés étant largement préférés. Les tableaux sont à réserver à la présentation de données structurées (résultats, etc.).
- Les appels de note de bas de page (petits chiffres en exposant, introduits par l'outil «  Source ») sont à placer entre la fin de phrase et le point final[comme ça].
- Les liens internes (vers d'autres articles de Wikipédia) sont à choisir avec parcimonie. Créez des liens vers des articles approfondissant le sujet. Les termes génériques sans rapport avec le sujet sont à éviter, ainsi que les répétitions de liens vers un même terme.
- Les liens externes sont à placer uniquement dans une section « Liens externes », à la fin de l'article. Ces liens sont à choisir avec parcimonie suivant les règles définies. Si un lien sert de source à l'article, son insertion dans le texte est à faire par les notes de bas de page.
- La présentation des références doit suivre les conventions bibliographiques. Il est recommandé d'utiliser les modèles {{Ouvrage}}, {{Chapitre}}, {{Article}}, {{Lien web}} et/ou {{Bibliographie}}. Le mode d'édition visuel peut mettre en forme automatiquement les références.
- Insérer une infobox (cadre d'informations à droite) n'est pas obligatoire pour parachever la mise en page.

Pour une aide détaillée, merci de consulter Aide:Wikification.
Si vous pensez que ces points ont été résolus, vous pouvez retirer ce bandeau et améliorer la mise en forme d'un autre article.

## Premier vague d'immigration
Avec la découverte des gisements miniers dans le canton d’Esch et le raccordement au réseau de chemins de fer international, le Luxembourg connaît un regain d’activité économique. Pour y faire face, le pays fait appel à une main-d'œuvre étrangère. Avec la construction des premières usines dans le bassin minier en 1870, le Luxembourg décide de recruter une main-d'œuvre au-delà de ses frontières proches. Entre 1871 et 1910, la part de la population étrangère passe de 2,9 % à 15,3 %. Les Allemands constituent la majorité des étrangers, avec 21 762 ouvriers enregistrés, principalement grâce au Zollverein, qui relie les deux pays économiquement. Ils sont suivis par les Italiens (10 138 individus), les Belges (3 964) et les Français (2 103)La majorité des ouvriers non qualifiés dans la sidérurgie provenaient d’Italie, tandis que les ouvriers qualifiés et les patrons étaient majoritairement Allemands, Français ou Belges.
La Première Guerre mondiale entraîne une diminution du nombre d’Italiens au Luxembourg, mais cela est suivi par une augmentation exponentielle après la guerre. Le nombre d’Italiens passe de 6 170 en 1922 à 14 050 dans les années 1930 Cependant, malgré leur forte présence, seulement 3 996 Italiens travaillent dans la sidérurgie. La crise économique de cette période réduit leur nombre à 929 en 1939, forçant de nombreux Italiens à retourner dans leur pays.
Après la Seconde Guerre mondiale, les Italiens reviennent au Luxembourg. Alors qu’auparavant la majorité des immigrés venait du nord de l’Italie, après la guerre, ce sont principalement des Italiens des régions méridionales qui arrivent.

### Deuxième vague d'immigration
À partir des années 1960, le Luxembourg connaît un nouvel essor économique, mais peine à trouver la main-d'œuvre nécessaire. L’Italie, en plein développement économique, ne fournit plus de travailleurs. Ce sont alors les Portugais, initialement attirés par la France et l’Allemagne, qui viennent répondre à ce besoin. Un accord de main-d'œuvre est signé entre les deux pays. Contrairement aux Italiens, les ouvriers portugais arrivent souvent avec leurs familles. Les emplois disponibles, diversifiés et répartis sur tout le territoire, concernent notamment le secteur de la construction. Ainsi, les Portugais s’installent sur l’ensemble du territoire luxembourgeois.Grâce à cette augmentation de la main-d'œuvre et de la population, le Luxembourg connaît une croissance de 5,5 % de son PIB à partir des années 1985.
Cependant, les travailleurs étrangers occupent majoritairement des secteurs souvent mal rémunérés comparés aux Luxembourgeois. Si la majorité des Luxembourgeois sont employés à des postes qualifiés, les immigrés restent souvent ouvriers. Par ailleurs, les offres d’emploi exigeant la connaissance d’une des langues nationales augmentent, passant de 47,2 % en 1984 à 70,1 % en 1999.
La troisième vague d’immigration se déroule dans les années 1990. Le Luxembourg est confronté à deux vagues de réfugiés provenant de l’ancienne Yougoslavie. La première, entre 1992 et 1993, accueille 2 000 réfugiés, tandis que la deuxième, entre 1998 et 1999, en compte 4 600.
En 1999, la population totale du Luxembourg atteint 440 732 habitants, dont 37,3 % d’étrangers.